# Peilomat
Peilomat ist eine dreiköpfige deutsche Rockband. Die Band wurde 2004 in Hamburg gegründet und nach dem Sänger Florian Peil benannt.

## Geschichte
Peilomat lernten sich im April 2004 beim Popkurs, einem Kontaktstudiengang in der Musikhochschule Hamburg kennen. Im zweiten Kursteil, der im Sommer 2004 stattfand, beschlossen sie, von nun an als Band weiterzuarbeiten. Der Name der Band rührt von einem Wortspiel mit dem Familiennamen des Sängers her, der vor dem ersten Auftritt spontan als Bandname festgelegt wurde. Diesen ersten Auftritt hatte die Gruppe am 29. Oktober 2004 auf einer Geburtstagsparty im Kölner Club Rather Hof. Im Herbst 2005 gewann die Band den Deutschen Rockpreis, den Nachwuchswettbewerb des Deutschen Rock & Pop Musikerverbandes (DRMV). Im selben Jahr wurde eine Demo-EP mit fünf Songs im Internet veröffentlicht.
In den vergangenen Jahren teilten sie sich die Bühne mit Bands wie Silbermond, Reamonn, Revolverheld. Im April 2007 waren sie außerdem bei sechs Gigs im Vorprogramm der „Tokio Hotel - Zimmer 483 Tour“ zu sehen. Am 1. Juni 2007 erschien die Debütsingle Großstadtkinder beim Label Klinkt / Universal, die Platz 97 der deutschen Charts erreichte. Im September und Oktober 2007 fand eine Deutschlandtournee statt. Beim Bundesvision Song Contest 2008 vertrat die Band mit dem Lied Jenny Rheinland-Pfalz, das Herkunftsland des Bassisten, und belegte den 13. Platz. 2008 fand der zweite Teil der „Großstadtkinder“-Tour statt, der die Band auch nach Österreich und in die Schweiz führte.
2008 veröffentlichten Peilomat gemeinsam mit Elton den Song Allemann zur Fußball-Europameisterschaft 2008. Der Song war auch der Titelsong einer großen TV-Werbekampagne zur EM und erreichte die Top 30 der deutschen Single-Charts. 2009 feierte die Band unter dem Motto „500 Jahre Peilomat“ ihr fünfjähriges Bandjubiläum mit einem Konzert im Kulturbahnhof Jülich. 2010 veröffentlichten die Band erneut mit Elton einen Song zur Fußball-Weltmeisterschaft.
Im April 2011 verließ Schlagzeuger Henning Marien die Band. Er wurde durch Tobi „Saikov“ Danne ersetzt, der vorher Schlagzeuger bei Itchy Poopzkid war, sich jedoch wieder von Peilomat trennte, so dass für die verbleibenden Konzerte 2011 nochmals Henning Marien einsprang.
Bei der 2011 gegründeten Kölschrock-Band Kasalla sind Peil und Wagner beteiligt. Von Peilomat gibt es seitdem keine weiteren Veröffentlichungen.

## Musik
Die Musik von Peilomat ist geprägt von eingängigen Melodien, teils mehrstimmigem Gesang und rockigen Arrangements.
In einem Pro-Sieben-Trailer zum Bundesvision Song Contest 2008 sagte Bassist Sebastian Wagner dazu: „Wir sind so etwas wie eine Mischung aus den Foo Fighters und der Münchener Freiheit.“ In den Texten greift die Band häufig sozialkritische Themen auf.

## Diskografie

### Alben
- 2007: Grossstadtkinder (Klinkt / Universal Music)
- 2011: Icherzähler (Edel Records)

### Singles
- 2007: Grossstadtkinder (Klinkt / Universal Music)
- 2007: Superheld (Klinkt / Universal Music)
- 2008: Allemann (mit Elton als Elton feat. Allemann) (BMG / Ariola)
- 2010: Weltmeister (mit Elton) (Edel Records)
- 2011: Du hältst den Regen nicht auf (Edel Records)
- 2011: Petrus und Rudi Carrell (Endlich wieder Sommer) (Edel Records)